# Aude Fanlo
Aude Fanlo née le 12 septembre 1973 est commissaire d'exposition et muséologue française. Elle s'intéresse aux liens entre le patrimoine, les sciences sociales et la création artistique.

## Biographie
Aude Fanlo est agrégée de lettres modernes. En 2010, elle est chargée de mission à la Direction de l'enseignement et de la recherche au rectorat de l'académie d'Aix-Marseille. En 2013, elle est commissaire d'exposition avec Denis Chevallier pour Au bazar du genre, Féminin/Masculin en Méditerranée. Cette exposition fait l'ouverture du Musée des Civilisations de l'Europe et de la Méditerranée (Mucem) à Marseille.
Elle est ensuite responsable du département de la recherche et de l’enseignement au Mucem. Elle coordonne les collectes du musée, pour conserver et  documenter les témoignages matériels et immatériels des sociétés à l’échelle euro-méditerranéenne. Dans ce cadre, elle pilote la collecte Vivre au temps du confinement pour documenter les périodes de confinement,. La collecte a lieu en deux temps. Les personnes envoient au Mucem une photographie de leur quotidien. Le Mucem sélectionne 170 participations pour solliciter l'envoi de l'objet. 120 objets entrent dans la collection du MUCEM. Les objets collectés sont exposés lors de l'exposition Psychodémie, en 2021,.

## Publications
- Avec Denis Chevallier, Métamorphoses des musées de société., Paris, La Documentation Française, 2013, 211 p. (ISBN 978-2-11-009260-1)
- Avec Denis Chevallier, Exposer, s’exposer : de quoi le musée est-il le contemporain ?, Marseille, Mucem, 2017, 158 p. (lire en ligne)
- Avec Véronique Dassié et Cyril Isnart, La collecte ethnographique dans les musées de société., Marseille, Mucem, 2019
- Sous la dir. de Véronique Dassié, Aude Fanlo, Marie-Luce Gélard et al., Collectes sensorielles. Recherche, musée, art, Paris, Pétra, 2021, 359 p. (ISBN 978-2-84743-286-2)